# Diogmites reficulatus
Diogmites reficulatus är en tvåvingeart som först beskrevs av Fabricius 1805.  Diogmites reficulatus ingår i släktet Diogmites och familjen rovflugor. Inga underarter finns listade i Catalogue of Life.